# Liste der Kulturdenkmäler in Forst (Hunsrück)
In der Liste der Kulturdenkmäler in Forst (Hunsrück) sind alle Kulturdenkmäler der rheinland-pfälzischen Ortsgemeinde Forst (Hunsrück) aufgeführt. Grundlage ist die Denkmalliste des Landes Rheinland-Pfalz (Stand: 21. September 2023).

## Einzeldenkmäler
| Bezeichnung                                          | Lage             | Baujahr | Beschreibung                                   | Bild                           |
| ---------------------------------------------------- | ---------------- | ------- | ---------------------------------------------- | ------------------------------ |
| Quereinhaus                                          | Oberdorf 10 Lage | 1842    | Fachwerkbau, teilweise massiv, bezeichnet 1842 | BW                             |
| Katholische Kapelle St. Johannes Nepomuk und Barbara | Zur Eiche 4 Lage | um 1747 | barocker Saalbau, um 1747                      | weitere Bilder Fotos hochladen |